# Werner Tübke

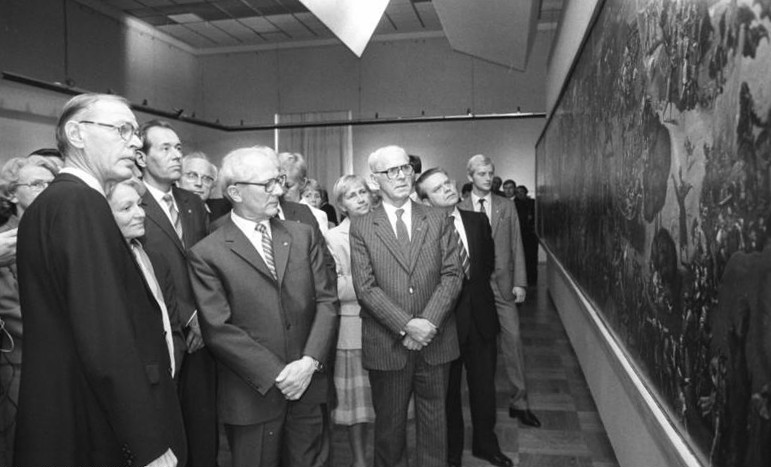
Tübke (links vooraan) toont onder andere Erich Honecker (midden) de vordering van zijn monumentale Bauernkriegspanorama, 1982

Werner Tübke (Schönebeck, 30 juli 1929 – Leipzig, 27 mei 2004) was een Duits kunstschilder en graficus. Hij gold als een van de belangrijkste kunstschilders uit de DDR. Hij kreeg vooral bekendheid door een aantal monumentale historische werken welke wel gerekend worden tot de fantastische kunst, ook wel tot het magisch realisme.

## Leven en werk
Tübke werd geboren in een koopmansfamilie en kreeg privétekenles in Maagdenburg. Na de Tweede Wereldoorlog werd hij ten onrechte verdacht van een moordaanslag op een Sovjetmajoor en van december 1945 tot september 1946 gevangen gehouden, een ervaring die levenslang een diepe indruk bij hem zou achterlaten. Na zijn gevangenschap studeerde hij aan kunstopleidingen in Leipzig en Greifswald. Met Bernhard Heisig, Wolfgang Mattheuer en Heinz Zander vormde hij de zogenaamde 'Leipziger Schule', ook wel de 'Bende van vier' ('Viererbande') genoemd.
Tübke ontwikkelde een stijl die teruggreep op de vroegrenaissancistische schilderkunst, maar werkte die uit op basis van een strikt persoonlijke visie. Hij schilderde vooral figuratief verfijnde historische taferelen en bereidde deze steeds voor door nauwgezette en langdurige studies. Zijn bekendste werk is het enorme panorama Frühbürgerliche Revolution in Deutschland (1976-1987), beter bekend als Bauernkriegspanorama, over de Duitse Boerenoorlog in de zestiende eeuw, thans te zien in het Panoramamuseum te Bad Frankenhausen. Tijdens de voorbereiding voor dit werk had Tübke zich onder andere met de maatschappelijke structuur van die tijd, kwesties uit de kerkgeschiedenis, het Romeins recht, hekserij en de verering van demonen beziggehouden. Deze kennis vindt haar neerslag in het gebruik van vergeten gewaande symbolen van verschillende machtsgebieden, zoals de Kerk en de staat. Voor de toeschouwer ontstaat het beeld van een lang vervlogen werkelijkheid, die door Tübkes fijne penseelvoering en glanzende kleurgebruik springlevend overkomt. Zijn werken nodigen uit tot een langdurige ontdekkingstocht. Ze moesten 'een hoogst magische uitwerking op de beschouwer hebben', zoals hij het zelf formuleerde.
Tübke was een gevierd schilder in de DDR, maar nam zelden stelling en zweeg over veel onderwerpen. Zijn werk wordt wel gezien als een vlucht. Niettemin zien veel critici in het symboolgebruik in zijn schilderijen ook toespelingen op het vaak inhumane karakter van het DDR-bewind en daarmee nadrukkelijk een heimelijk protest. Na de hereniging werd hij door velen dan ook als de voorman van een kritische DDR-kunst beschouwd maar door anderen als voorman van het Socialistisch realisme.
Tübke doceerde aan de 'Hochschule für Grafik und Buchkunst Leipzig'. Vanaf 1998 kreeg hij ernstige gezondheidsproblemen. Hij overleed in 2004, 74 jaar oud, zonder ooit heel expliciet te zijn geworden over de interpretatie van zijn werk binnen de DDR-context.